# Potamotrygon yepezi
Potamotrygon yepezi is een vissensoort uit de familie van de zoetwaterroggen (Potamotrygonidae). De wetenschappelijke naam van de soort is voor het eerst geldig gepubliceerd in 1970 door Castex & Castello.